# Liesbeth Bik
Elisabeth Magdaleen (Liesbeth) Bik (Haarlem, 2 november 1959) is een Nederlands beeldend kunstenaar, actief als conceptueel kunstenaar, installatiekunstenaar, kunstschilder en docent aan de kunstacademie.

## Levensloop
Bik is geboren en getogen in Haarlem, en doorliep de Academie voor Beeldende Kunsten in Rotterdam van 1981 tot 1986. Na haar afstuderen vestigde ze zich als beeldend kunstenaar in Rotterdam. Ze vond een werkplek in het ateliercollectief Duende, dat ze mede oprichtte.
In 1995 vormde ze met Jos van der Pol (1961) het kunstenaarsduo Bik Van der Pol, waarmee ze sindsdien het meeste artistieke werk verrichtte. Ze maken vooral conceptuele- en installatiekunst, vaak in samenwerking met musea en kunstinstituten. In 1997 werkte ze mee aan een onderzoek van de Britse econome Ruth Towse naar de waarde van de kunst. Vanaf 2002 is ze docent bij het Piet Zwart Instituut in Rotterdam. 
In 2016 trad ze toe tot de Akademie van Kunsten van de KNAW. Vijf jaar later, april 2021, werd Bik tot voorzitter benoemd als opvolger van de dichter en schrijver Anne Vegter. Bik was al vice-voorzitter sinds 2019. Bik ziet het als taak van de Akademie voor Kunsten om het belang van kunsten voor de samenleving uit te dragen, vooral door de inzet van verbeeldingskracht.

## Prijzen
- 1987 - Buning Brongers Prijs.[7][8]

#### Voor Bik Van der Pol
- 2010 - de Italiaanse Enel Contemporanea Award
- 2014 - Hendrik Chabot Prijs.

## Exposities van eigen werk, een selectie
- 1989-'90. Liesbeth Bik, schilderijen, Rik Blom, beelden. CBK Rotterdam.[9]
- 1990. Duende Goepsexpositie, 4 t/m 7 okt 1990, Duende Rotterdam.[2]
- 1990-'91. Ladenkastproject IV, groepsexpositie. Galerie Phoebus, Rotterdam.[10]

## Publicaties, een selectie
- Liesbeth Bik, Jos van der Pol, Henry Moore Institute (Leeds, England). Catching some air: library drawings by Bik Van der Pol. 2002.
- Liesbeth Bik, Jos van der Pol, John Kirkpatrick. Bik Van Der Pol: With Love from the Kitchen. 2005.
- Bik Van der Pol (Rotterdam), Elements of Composition: (as Above, So Below). 2011.
- Bik van der Pol, Defne Ayas, Bik Van der Pol: Were It as If: Beyond an Institution That Is. 2018.